# Parafia św. Stanisława Biskupa w Wólce Pełkińskiej
Parafia św. Stanisława Biskupa w Wólce Pełkińskiej – parafia rzymskokatolicka znajdująca się w archidiecezji przemyskiej, w dekanacie Jarosław I.

## Historia
Początkowo mieszkańcy Wólki Pełkińskiej należeli do parafii farnej w Jarosławiu. W 1852 roku gdy prepozytem Jarosławskiej Kolegiaty był ks. Antoni Żelazny, zaadaptowano drewniany budynek z 1830 roku na kaplicę filialną, w której posługiwali księża z Jarosławia (Kolegiata, Dominikanie i Reformaci).
W 1924 roku zbudowano drewniany kościół pw. św. Stanisława Biskupa i Męczennika, a następnie została erygowana parafia, z wydzielonego terytorium parafii Jaroslaw-Fara, która objęła: Wólkę Pełkińską (807 wiernych) i Wielgosy (przysiółek Manasterza – 141 wiernych). W 1927 roku parafia była już większa bo wcześniej dołączyły dwie wsie z parafii Gniewczyńskiej: Niechciałka (przysiółek Jagiełły – 270 wiernych) i Wola Buchowska (610 wiernych). W 1927 roku na terenie parafii było też 340 grekokatolików i 60 Żydów. W 1942 roku z parafii Sieniawskiej przyłączono Kolonię Leżachowską.
W latach 1982–1983 zbudowano obecny kościół murowany, według projektu arch. Józefa Olecha, który został poświęcony 6 listopada 1983 roku przez bpa Ignacego Tokarczuka. 
W 1984 roku zbudowano murowany filialny kościół pw. Dobrego Pasterza w Kostkowie-Wielgosach, który w 1987 roku został przydzielony do parafii Łazy Kostkowskie. 
Od sierpnia 1983 roku w parafii posługują siostry zakonne Felicjanki. W 1990 roku polichromię wykonał artysta Zygmunt Wiglusz. 9 września 1990 roku odbyła się konsekracja kościoła.
25 sierpnia 2024 roku odbyły się 41. Dożynki Archidiecezji Przemyskiej.
Na terenie parafii jest 2050 wiernych (w tym: Wólka Pełkińska – 1341, Mała Jagiełła-Niechciałka – 231, Wola Buchowska (Dąbrowa, Florki) – 578).
Proboszczowie parafii:
1924–1925. ks. Stanisław Szarek.
1925–1929. ks. Władysław Jurasz.
1929–1937. ks. Jan Cetnarowicz.
1937–1947. ks. Stanisław Jędryczko.
1947–1961. ks. Józef Grydyk.
1961–1069. ks. Józef Ożóg.
1969–1970. ks. Zbigniew Kotyrba.
1970–1982. ks. Antoni Kotyrba.
1982–2004. ks. Stanisław Jachowicz.
2004–2022. ks. kan. Stanisław Woźniak.
2022– nadal ks. Robert Drążek.
Wikariusze parafii:
1944. ks. Józef Pruchnicki.
1960. ks. Józef Kluz.
2009–2019. ks. Jan Pasieka.
Duchowni pochodzący z parafii:
- o. Marceli Marcin Pasiecznik, franciszkanin (1937 – Wólka Pełkińska).
- ks. prał. Franciszek Woś (1941 – Mała Jagiełła).
- ks. Michał Woś (1943 – Mała Jagiełła).
- o. Modest Jan Pasiecznik, franciszkanin (1948 – Wólka Pełkińska).
- o. Albin Bronisław Sroka, franciszkanin (1961 – Kolonia Leżachowska).
- o. Krystyn Stanisław Kusy, franciszkanin (1969 – Wola Buchowska).
- ks. Józef Joniec (1982 – Mała Jagiełła).
- o. Artur Józef Machała, franciszkanin (1983 – Wólka Pełkińska).
- ks. Tadeusz Włoch (1994 – Wólka Pełkińska).
- ks. Ryszard Kusy, marianin-misjonarz (1996 – Mała Jagiełła).
- ks. Grzegorz Myłek, marianin-misjonarz (2002 – Wólka Pełkińska).
- ks. Marek Machała (2002 – Wólka Pełkińska).
- ks. Józef Gwóźdź, werbista-misjonarz (2003 – Mała Jagiełła).
- ks. Janusz Kowal (2003 - Wólka Pełkińska).
- ks. Jacek Pusztuk (2005 – Mała Jagiełła).